# Géraldine Gogly
Géraldine Gogly (également connue sous le nom de Géraldine), née le 18 avril 1946 à Paris, est une chanteuse et comédienne.

## Biographie
En 1966, elle débute chez Polydor avec le 45T EP La rivière me disait. Guy Lux l'inscrit à son Palmarès de la chanson puis Bruno Coquatrix la fait passer en première de l'Olympia avec Enrico Macias, ainsi qu'à l'Olympia de Prague. Elle représente la Suisse au Concours Eurovision de la chanson 1967, avec Quel cœur vas-tu briser ?. Elle joue dans plusieurs comédies musicales et intègre le show de Line Renaud à Las Vegas en 1969 puis enregistre pour François de Roubaix dans de nombreuses pubs et films dont la Scoumoune, version chantée et utilisée pour le lancement de la Renault modus fin 2004. Elle donne par la suite des cours de chant.
En 1968, elle sort un autre disque EP Les Chattes.